# Le Born, Haute-Garonne

Le Born este o comună în departamentul Haute-Garonne din sudul Franței. În 2009 avea o populație de 412 de locuitori.

## Evoluția populației
| An        | 1975 | 1982 | 1990 | 1999 | 2006 | 2009 |
| --------- | ---- | ---- | ---- | ---- | ---- | ---- |
| Populație | 194  | 266  | 303  | 261  | 328  | 412  |

## monumente

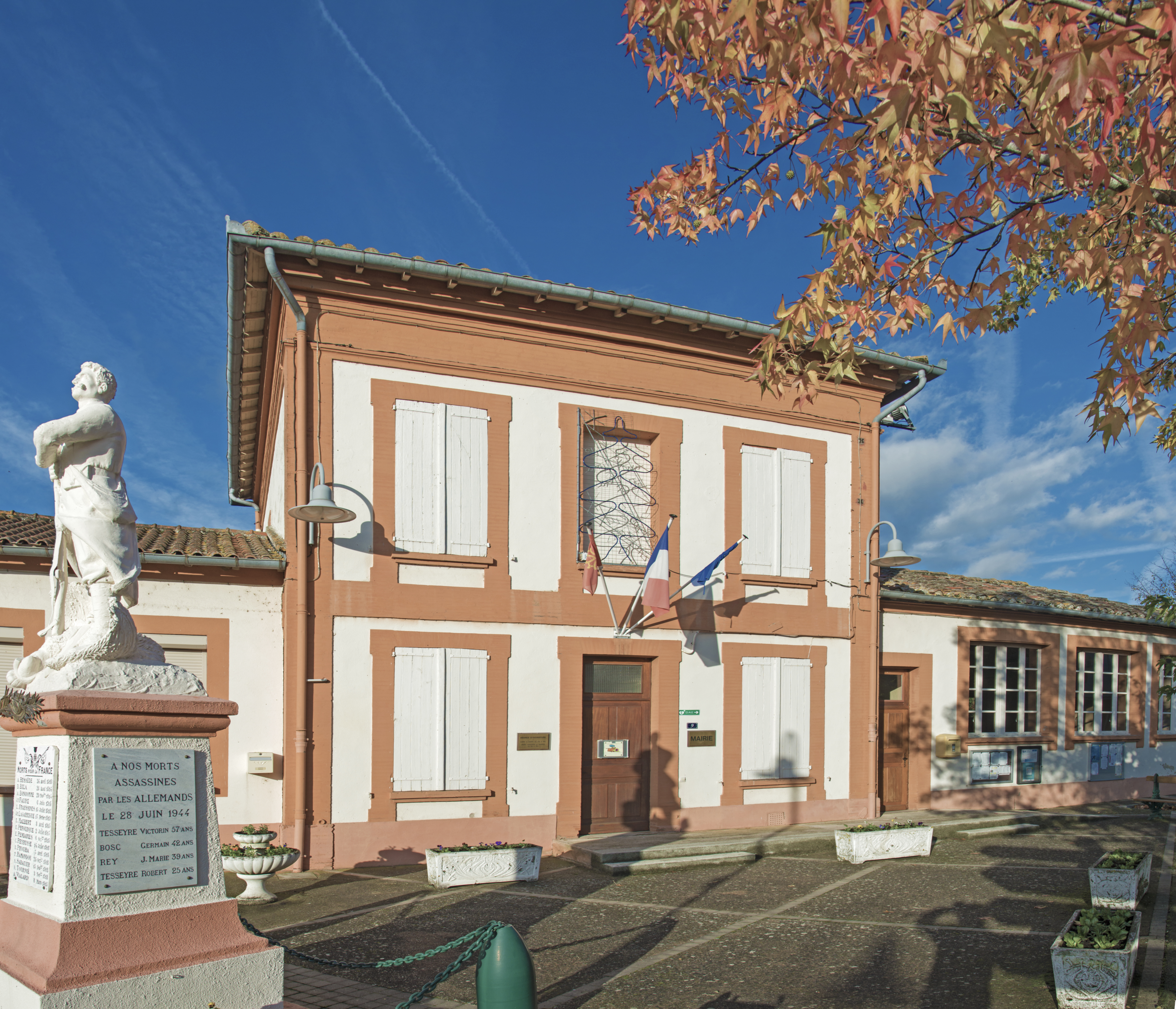
primărie
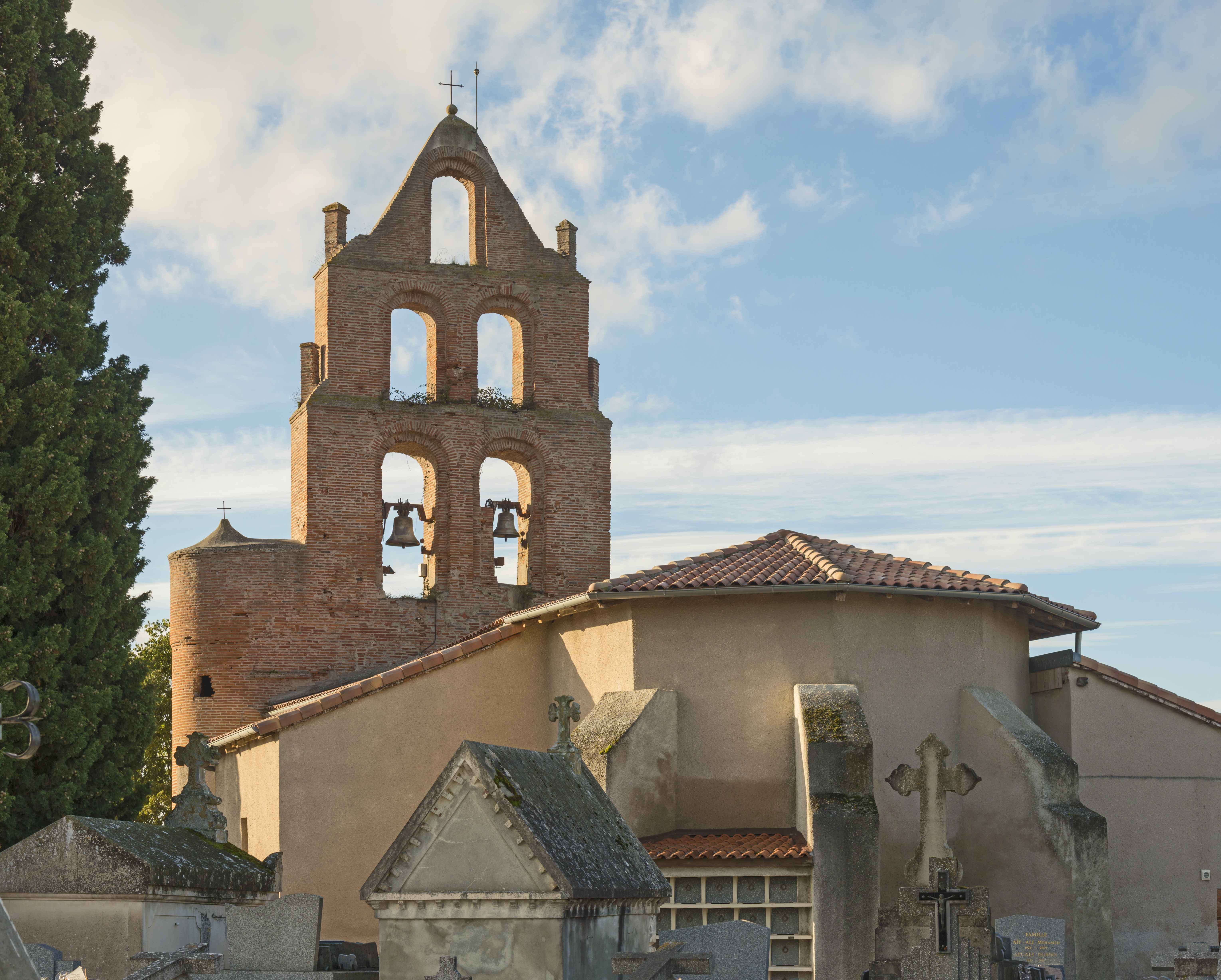
biserica